# Oplanić
Oplanić (en serbe cyrillique : Опланић) est un village de Serbie situé dans la municipalité de Knić, district de Šumadija. Au recensement de 2011, il comptait 408 habitants.

## Démographie
| 1948 | 1953 | 1961 | 1971 | 1981 | 1991 | 2002 | 2011 |
| ---- | ---- | ---- | ---- | ---- | ---- | ---- | ---- |
| 828  | 767  | 730  | 656  | 551  | 486  | 456  | 408  |

|  |